# باشگاه فوتبال بنبری یونایتد
باشگاه فوتبال بنبری یونایتد (به انگلیسی: Banbury United Football Club) یک باشگاه فوتبال در شهر بنبری، کشور انگلستان است که در سال ۱۹۳۱ میلادی تأسیس شده‌است.